# آلفونسوی سیزدهم
آلفونسوی سیزدهم (به اسپانیایی: Alfonso XIII de España) (۱۷ مه ۱۸۸۶ – ۲۸ فوریه ۱۹۴۱) پادشاه اسپانیا بین سال‌های ۱۸۸۶ تا ۱۹۳۱ بود. با توجه به درگذشت پدرش آلفونسوی دوازدهم یک سال پیش از آن، او از بدو تولد در این مقام قرار داشت تا این که با تشکیل جمهوری دوم اسپانیا از آن خلع و سلطنت برای مدتی در این کشور ملغی شد.
نام کاملش، آلفونسو لئون فرناندو ماریا خیمی ایسیدرو پاسکوآل آنتونیو د بوربون بود. او از ۱۸۸۶ تا ۱۹۳۱ بر اسپانیا حکومت کرد. مادرش ملکه ماریا کریستینا اتریشی تا زمان بلوغ او به عنوان نایب‌السلطنه امور را در دست داشت. زمانی که آلفونسو به ۱۶ سالگی رسید حکومت را به دست گرفت. از ۱۹۲۳ تا ۱۹۳۰، آلفونسو پشتیبان میگوئل پریمو د ریورا بود و در ۱۹۳۱ و در پی اعلام جمهوری دوم اسپانیا از کشور گریخت. در ۱۹۴۱ و در تبعید، ادعای پادشاهی را نیز به سومین پسرش کنت خوان بارسلونا واگذاشت و شش هفته پس از آن درگذشت.